# Droga wojewódzka nr 396
Droga wojewódzka nr 396 (DW396) – droga wojewódzka o długości 121 km w zachodniej części Polski na Dolnym Śląsku i Opolszczyźnie. Przebiega przez powiaty: ząbkowicki, strzeliński, oławski, namysłowski i oleśnicki. Z uwagi na trwające w roku 2008 remonty ulic i mostów we Wrocławiu w ciągu DK8 E67 odcinek DW396 węzeł Brzezimierz – Bierutów był używany jako objazd Wrocławia dla pojazdów ciężarowych o masie powyżej 24 ton.

## Historia numeracji
Na przestrzeni lat trasa posiadała różne oznaczenia:

| Numer                                                                                                 | Kategoria                                                                    | Przebieg                                                                     | Lata obowiązywania | Źródło | Uwagi |
| --- | ---------------------------------------------------------------------------- | ---------------------------------------------------------------------------- | ------------------ | --- | --- |
| Przed 1945 rokiem droga znajdowała się poza terytorium Polski. Nieznana numeracja w latach 1945–1952. |                                                                              |                                                                              |                    | | |
| ? | droga drugorzędna / droga lokalna („droga inna”)                             | Bierutów – Biskupice Oławskie – Oława – Gaj Oławski – Brzezimierz – Strzelin | do lat 70.         | - Mapa samochodowa Polski 1:1 000 , Warszawa: Państwowe Przedsiębiorstwo Wydawnictw Kartograficznych, 1962. Brak numerów stron w książce - Samochodowy atlas Polski 1:500 000. Wyd. IV. Warszawa: Państwowe Przedsiębiorstwo Wydawnictw Kartograficznych, 1965. Brak numerów stron w książce | - brak danych o numeracji - kategorie na podstawie materiałów źródłowych |
| x11                                                                                                   | droga państwowa IV klasy                                                     | Bierutów – Biskupice Oławskie – Oława – Gaj Oławski – Brzezimierz – Strzelin | 1970 – 1986(?)     | Województwo wrocławskie: sieć dróg państwowych 1:300 000, 1970. | - kategoria na podstawie źródła - na mapach i atlasach samochodowych PPWK oznaczana jako droga drugorzędna lub droga lokalna („droga inna”) bez numeracji - litera x była przypisana do tablic rejestracyjnych z ówczesnego województwa wrocławskiego |
| 452                                                                                                   | • droga krajowa: 1 X 1985–31 XII 1998 • droga wojewódzka: od 1 stycznia 1999 | Bierutów – Oława                                                             | 14 II 1986–2000    | - Uchwała nr 192 Rady Ministrów z dnia 2 grudnia 1985 r. w sprawie zaliczenia dróg do kategorii dróg krajowych (M.P. z 1986 r. nr 3, poz. 16) - Polska: Atlas samochodowy 1:300 000. Wyd. pierwsze. Warszawa: Polskie Przedsiębiorstwo Wydawnictw Kartograficznych, 1992. ISBN 83-7000-080-0. Brak numerów stron w książce - Polska: mapa samochodowa 1:700 000, wyd. 1, Szczecin: Wydawnictwo Kartograficzne KOMPAS, 1996–1997, ISBN 83-904373-2-5. Brak numerów stron w książce - Polska: mapa samochodowa 1:700 000, wyd. II Zmienione i poprawione, Szczecin: Wydawnictwo Kartograficzne KOMPAS, 1997–1998, ISBN 83-904373-3-3. Brak numerów stron w książce - Rozporządzenie Rady Ministrów z dnia 15 grudnia 1998 r. w sprawie ustalenia wykazu dróg krajowych i wojewódzkich (Dz.U. z 1998 r. nr 10, poz. 1071) | |
| 396                                                                                                   | • droga krajowa: 1 X 1985–31 XII 1998 • droga wojewódzka: od 1 stycznia 1999 | Oława – Strzelin                                                             | od 14 II 1986      | - Uchwała nr 192 Rady Ministrów z dnia 2 grudnia 1985 r. w sprawie zaliczenia dróg do kategorii dróg krajowych (M.P. z 1986 r. nr 3, poz. 16) - Polska: Atlas samochodowy 1:300 000. Wyd. pierwsze. Warszawa: Polskie Przedsiębiorstwo Wydawnictw Kartograficznych, 1992. ISBN 83-7000-080-0. Brak numerów stron w książce - Polska: mapa samochodowa 1:700 000, wyd. 1, Szczecin: Wydawnictwo Kartograficzne KOMPAS, 1996–1997, ISBN 83-904373-2-5. Brak numerów stron w książce - Polska: mapa samochodowa 1:700 000, wyd. II Zmienione i poprawione, Szczecin: Wydawnictwo Kartograficzne KOMPAS, 1997–1998, ISBN 83-904373-3-3. Brak numerów stron w książce - Rozporządzenie Rady Ministrów z dnia 15 grudnia 1998 r. w sprawie ustalenia wykazu dróg krajowych i wojewódzkich (Dz.U. z 1998 r. nr 10, poz. 1071) | dozwolony ruch ciężki – dopuszczalny nacisk na pojedynczą oś do 10 ton; w październiku 2012 roku obniżono do 8 ton |

## Miejscowości leżące przy trasie DW396
Województwo dolnośląskie
- Powiat oleśnicki
  - Oleśnica  (S8)
  - Solniki Wielkie
  - Bierutów (DW451)
  - Karwiniec

 Województwo opolskie
- Powiat namysłowski
  - Przeczów
  - Mikowice
  - Brzozowiec

 Województwo dolnośląskie
- Powiat oławski
  - Biskupice Oławskie
  - Janików
  - Stary Górnik
  - Oława (DW455) (DK94)
  - Gaj Oławski (DW346)
  - Pełczyce
  - Brzezimierz (A4)
  - Goszczyna
- Powiat strzeliński
  - Ośno
  - Brożec
  - Ulsza
  - Chociwel
  - Strzelin (DW395) (DK39)
  - Strzegów
  - Kazanów
- Powiat ząbkowicki
  - Wadochowice
  - Henryków
  - Ziębice (DW385)
  - Niedźwiednik
  - Stolec
  - Ząbkowice Śląskie (DW382) (DW385) (DK8)

## Ograniczenia w ruchu pojazdów ciężarowych
- Odcinek Gaj Oławski – Oława oznakowany zakazem wjazdu dla pojazdów o dopuszczalnej masie całkowitej (dmc) powyżej 9 t, zakaz dotyczy kierunku w stronę Oławy. Objazd dla pojazdów o dmc powyżej 9 t przewidziany DW346 do skrzyżowania z DK94 w Godzikowicach i dalej DK94.
- W Oławie ulica Strzelna oznakowana zakazem wjazdu dla pojazdów o dmc powyżej 5 t. Objazd dla pojazdów o dmc powyżej 5 t przewidziany ulicą Lipową w obu kierunkach.

### Dopuszczalny nacisk na oś
Od 13 marca 2021 roku na całej długości drogi dopuszczalny jest ruch pojazdów o nacisku pojedynczej osi do 11,5 tony z wyjątkiem określonych miejsc oznaczonych znakiem zakazu B-19.

#### Do 13 marca 2021 r.
Poprzednio na drodze dopuszczalny był ruch pojazdów o nacisku na pojedynczą oś do 8 ton, dawniej odcinek Strzelin – Oława posiadał podwyższoną nośność drogi do 10 ton.